# ارباب حلقه‌ها: یاران حلقه
ارباب حلقه‌ها: یاران حلقه (انگلیسی: The Lord of the Rings: The Fellowship of the Ring) فیلمی در ژانر ماجراجویی فانتزی و حماسی به کارگردانی پیتر جکسون و نویسندگی فرن والش، فیلیپا بوینس و جکسون است که در سال ۲۰۰۱ منتشر شد. این فیلم بر پایهٔ رمان یاران حلقه (۱۹۵۴)، جلد نخست ارباب حلقه‌ها نوشتهٔ جی. آر. آر. تالکین ساخته شده و نخستین قسمت از سه‌گانهٔ ارباب حلقه‌ها به‌شمار می‌رود. در این فیلم گروه بازیگران متشکل از الایجا وود، ایان مک‌کلن، لیو تایلر، ویگو مورتنسن، شان آستین، کیت بلانشت، جان ریس-دیویس، بیلی بوید، دامینیک مانهن، اورلاندو بلوم، کریستوفر لی، هوگو ویوینگ، شان بین، ایان هولم و اندی سرکیس ایفای نقش می‌کنند.
وقایع این فیلم در سرزمین میانه رخ می‌دهد و داستانش دربارهٔ ارباب تاریکی سائورون است که به دنبال حلقه یگانه است. این حلقه بخشی از نیروی او را در بر دارد و با آن می‌تواند دوباره به قدرت برگردد. مسئولیت نگه‌داری از این حلقه بر عهدهٔ هابیت جوانی به نام فرودو بگینز قرار می‌گیرد. سرنوشت سرزمین میانه در هاله‌ای از ابهام قرار دارد و در همین حین فرودو و هشت همراه (که همان یاران حلقه محسوب می‌شوند) سفر خود را به کوه نابودی در سرزمین موردور آغاز می‌کنند؛ این کوه تنها مکانی است که حلقه می‌تواند در آن نابود شود. سرمایه‌گذاری و توزیع فیلم ارباب حلقه‌ها: یاران حلقه بر عهدهٔ استودیوی آمریکایی نیو لاین سینما بود، اما فیلم‌برداری و تدوین آن به‌طور کامل و به صورت هم‌زمان با دو قسمت دیگر از این سه‌گانه در زادگاه جکسون، نیوزیلند انجام شد.
مراسم فرش قرمز این فیلم در ۱۰ دسامبر ۲۰۰۱ در اودئون میدان لستر برگزار شد و در ۱۹ دسامبر ۲۰۰۱ در ایالات متحده آمریکا و در ۲۰ دسامبر در نیوزیلند اکران شد. این فیلم از سوی منتقدان و طرفداران به شکل گسترده‌ای مورد تحسین قرار گرفت و آن‌ها این فیلم را نقطه عطفی در صنعت فیلم‌سازی و دستاوردی در ژانر فانتزی دانستند. این فیلم به دلیل جلوه‌های بصری، نقش‌آفرینی‌ها، کارگردانی جکسون، فیلم‌نامه و وفاداری به رمان مورد ستایش قرار گرفت. این فیلم در اکران اولیهٔ خود ۸۶۸ میلیون دلار فروش جهانی داشت و به دومین فیلم پرفروش سال ۲۰۰۱ و پنجمین فیلم پرفروش تاریخ در زمان اکرانش بدل شد. به دنبال اکران‌های مجدد این فیلم در سال‌های بعدی فروش کلی آن به بیش ۸۸۴ میلیون دلار رسیده است.
ارباب حلقه‌ها: یاران حلقه به مانند دنباله‌هایش به عنوان یکی از بزرگ‌ترین و تاثیرگذارترین فیلم‌هایی که تاکنون ساخته شده‌اند، شناخته می‌شود. این فیلم جوایز متعددی دریافت کرد؛ در هفتاد و چهارمین دوره جوایز اسکار نامزد دریافت ۱۳ جایزه از جمله جایزه اسکار بهترین فیلم شد و در نهایت توانست چهار جایزهٔ بهترین فیلم‌برداری، بهترین چهره‌پردازی، بهترین موسیقی فیلم و بهترین جلوه‌های تصویری را کسب کند.
در سال ۲۰۰۷، انستیتوی فیلم آمریکا در فهرست صد فیلم برتر تاریخ قرار داد؛ این فیلم جدیدترین و تنها فیلم ساخته‌شده در قرن ۲۱ بود که در این فهرست قرار می‌گرفت. در سال ۲۰۲۱، کتابخانهٔ کنگرهٔ ایالات متحده آمریکا آن را به علت «اهمیت تاریخی، فرهنگی و زیبایی‌شناسی» برای نگه‌داری در فهرست ملی ثبت فیلم برگزید. دو دنبالهٔ دیگر این فیلم با عناوین دو برج و بازگشت پادشاه به ترتیب در سال‌های ۲۰۰۲ و ۲۰۰۳ منتشر شدند.

## داستان
عصر دوم سرزمین میانه، همه چیز با ساختن حلقه ها شروع شد، سه حلقه به الف‌ها، هفت حلقه به دورف‌ها و نه حلقه به انسان‌ها اعطا شد. غافل از اینکه ارباب تاریکی سائورون، حلقه یگانه را در کوه نابودی ساخت و بخش بزرگی از قدرت خود را به آن القا کرد تا بر حلقه‌های دیگر تسلط یابد و سرزمین میانه را فتح کند. سرزمین های آزاد پشت سر هم بر اثر قدرت حلقه سقوط کردند. تا اینکه اتحاد نهایی انسان‌ها و الف‌ها با نیروهای سائورون در موردور وارد جنگ شدند. ایسیلدور از گاندور انگشت سائورون را قطع کرد و حلقه از دستش افتاد و در نتیجه سائورون شکست خورد و شکل فیزیکی او از بین رفت و به صورت روح درآمد. با اولین شکست سائورون، سومین عصر سرزمین میانه آغاز شد. نفوذ حلقه، ایزیلدور را فاسد کرد، او بجای اینکه حلقه را نابود کند برای خود نگه داشت و پس از آن توسط اورک‌ها کشته شد و حلقه به رودخانه افتاد و به مدت ۲۵۰۰ سال هیچکس از حلقه اطلاعی نداشت، تا اینکه بر حسب اتفاق حلقه صاحب جدیدی به نام گالوم برای خودش پیدا کرد و به او عمر طولانی داد و برای ۵۰۰ سال پیش او ماند. اما حلقه به او هم وفادار نماند و گالوم را ترک کرد ولی اتقاقی افتاد که کسی انتظارش را نداشت. حلقه توسط هابیتی به نام بیلبو بگینز (ایان هولم) پیدا شد که از تاریخچهٔ آن بی‌خبر بود.
شصت سال بعد، بیلبو تولد ۱۱۱ سالگی‌اش را در شایر جشن می‌گیرد و دوست قدیمی‌اش گندالف خاکستری (ایان مک‌کلن) به او ملحق می‌شود. بیلبو برای آخرین ماجراجویی‌اش قصد دارد شایر را ترک کند و میراث خود از جمله حلقه را به اصرار گندالف برای  برادرزاده‌اش فرودو (الایجا وود) به ارث میگذارد. گندالف در مورد حلقه تحقیق می‌کند و ماهیت واقعی آن را کشف می‌کند و متوجه می‌شود که گالوم توسط اورک‌های سائورون دستگیر و شکنجه شده و در طول بازجویی دو کلمه را فاش کرده: «شایر» و «بگینز». گندالف برمی‌گردد و به فرودو هشدار می‌دهد که با حلقه شایر را ترک کند و در یک مسافر خانه در بری با هم قرار میگذارند، در این بین سم‌وایز گمجی (شان آستین) دوست فرودو مخفیانه صحبتهای آنها را میشنود و گندالف که متوجه این موضوع میشود سم را وادار میکند که فرودو را همراهی کند. گندالف به سمت آیزنگارد می‌رود تا با سارومان جادوگر (کریستوفر لی) ملاقات کند، اما متوجه خیانت و اتحاد او با سائورون می‌شود و این را میفهمد که سائورون ۹ خدمتکار نازگول خود را برای یافتن فرودو فرستاده است. درحالی گندالف قصد نجات فرودو را دارد توسط سارومان گرفتار میشود.
مری (دامینیک مانهن) و پی‌پین (بیلی بوید) دو هابیت دیگر به طور اتفاقی به فرودو و سم می‌پیوندند و قبل از رسیدن به بری، طی چند مرحله از دست نازگول ها فرار می‌کنند. با وجود اینکه گندالف اسیر شده و به قرار خود نمی‌رسد، یک تکاور به نام آراگورن به هابیت‌ها قول می‌دهد که آن‌ها را تا ریوندل همراهی کند. با این حال، آن‌ها در ویترتاپ در تلهٔ نازگول‌ها قرار می‌گیرند و رهبر آن‌ها، پادشاه جادوگر، فرودو را با یک خنجر مورگول زخمی می‌کند. در حالی که فرودو در حال جان دادن است آرون (لیو تایلر)، یک الف و معشوقهٔ آراگورن، مکان آنها را پیدا می‌کند و قصد دارد فرودو را به ریوندل ببرد تا او را نجات دهد. اما در بین راه به نازگول ها برخورد میکند و طی تعقیب و گریز طولانی آنها را گرفتار سیلابی که خودش فرا می‌خواند میکند. او فرودو را به ریوندل می‌برد و در آن‌جا الف‌ها وی را درمان می‌کنند. فرودو با گندالف ملاقات می‌کند و مشخص می‌شود که او با یک عقاب از آیزنگارد فرار کرده. در آن شب، آراگورن و آرون عشق خود نسبت به هم را دوباره تصدیق می‌کنند.
پدر آرون، لرد الروند (هوگو ویوینگ)، با اطلاع یافتن از خیانت سارومان از گندالف و فهمیدن اینکه آن‌ها با تهدیدات سائورون و سارومان روبرو هستند، تصمیم می‌گیرد که حلقه را در ریوندل نگه ندارد. او شورایی متشکل از الف‌ها، انسان‌ها و دورف‌ها تشکیل می‌دهد که فرودو و گندالف نیز در آن حضور دارند و تصمیم می‌گیرند که حلقه باید در آتش کوه نابودی نابود شود. فرودو داوطلب می‌شود تا حلقه را به همراه گندالف، سم، مری، پی‌پین، لگولاس (اورلاندو بلوم)، گیملی (جان ریس-دیویس)، برومیر (شان بین) از گاندور و آراگورن به موردور ببرد، که یاران حلقه نامیده میشوند. همچنین مشخص می‌شود که آراگورن در واقع از نوادگان و وارث ایسیلدور و پادشاه بر حق گاندور است. بیلبو که هم‌اکنون در ریوندل زندگی می‌کند، شمشیر خود یعنی استینگ را به همراه یک زره که از میتریل درست شده، به فرودو می‌دهد.
یاران حلقه به شکاف روهان می‌روند، اما متوجه می‌شوند که آن‌جا توسط جاسوسان سارومان تحت نظر هستند. آن‌ها در عوض به سمت گذرگاه کوهستانی کارادراس به راه می‌افتند، اما سارومان طوفانی را فرا می‌خواند که آن‌ها را مجبور می‌کند از طریق معادن موریا سفر کنند، جایی که یک جانور آبی شاخک‌دار ورودی را مسدود می‌کند و آن‌ها چاره‌ای جز خروج از سمت دیگر معدن ندارند. پس از کشف اجساد دورف‌های موریا، یاران حلقه توسط اورک‌ها و یک ترول غار مورد حمله قرار می‌گیرند. آن‌ها از پسشان برمی‌آیند اما با بالروگ ساکن در معدن مواجه می‌شوند. زمانی که بقیه در حال فرار هستند، گندالف بالروگ را در دام می اندازد و آن را به شکاف بزرگی می‌اندازد، اما بالروگ گندالف را با خود به تاریکی می‌کشاند. یاران حلقه که به خاطر از دست دادن گندالف مغموم هستند به لوتلورین می‌رسند؛ جایی که توسط ملکه الف گالادریل (کیت بلانشت) اداره می‌شود. گالادریل به‌ طور خصوصی به فرودو اطلاع می‌دهد که او باید این مأموریت را به تنهایی انجام دهد و این که یکی از یاران حلقه سعی خواهد کرد حلقه را از او بگیرد. او همچنین چشم‌اندازی از آینده به او نشان می‌دهد که در آن سائورون موفق می‌شود سرزمین میانه، از جمله شایر را به بردگی بگیرد. در همین حال، سارومان ارتشی از اورک‌ها را در ایزنگارد ایجاد می‌کند تا یاران را پیدا کند و بکشد.
یاران از طریق رودخانه به پارت جالینوس می‌روند. فرودو لحظه‌ای تنها می‌شود و با برومیر روبرو می‌شود که همان‌طور که بانو گالادریل هشدار داده بود سعی می‌کند حلقه را از او بگیرد. سپس اورک‌ها به یاران حمله می‌کنند و تلاش می‌کنند تا هابیت‌ها را بربایند. برومیر از جادوی حلقه رهایی می‌یابد و از مری و پی‌پین محافظت می‌کند، اما رهبر اورک‌ها، لورتز، برومیر را شدیدا زخمی می‌کند و مری و پی پین را به این خیال که حامل حلقه هستند می‌رباید. آراگورن از راه می‌رسد و لورتز را می‌کشد. آراگورن برومیر را در هنگام مرگ تسلی می‌دهد و قول می‌دهد که به مردم گاندور در درگیری آینده کمک کند. فرودو از ترس اینکه حلقه دوستانش را فاسد کند، تصمیم می‌گیرد به تنهایی به موردور سفر کند، اما به سم اجازه می‌دهد تا همراهش برود، چرا که سم به گندالف قول داده بود تا از فرودو محافظت کند. آراگورن، لگولاس و گیملی برای نجات مری و پی‌پین که توسط اورک‌ها دزدیده شده‌اند به راه می‌افتند؛ فرودو و سم از گردنه  پایین می‌آیند و سفر خود به سمت موردور را ادامه می‌دهند.

## بازیگران

یاران حلقه از چپ به راست: (ردیف بالا) آراگورن، گندالف، لگولاس، برومیر، (ردیف پایین) سم، فرودو، مری، پی‌پین، گیملی

پیش از شروع فیلم‌برداری در ۱۱ اکتبر ۱۹۹۹، بازیگران اصلی به مدت شش هفته آموزش شمشیر بازی (همراه با باب اندرسون)، اسب‌سواری و قایق‌سواری دیدند. جکسون امیدوار بود تا چنین فعالیت‌هایی موجب صمیمیت بیشتر میان بازیگران شود و همچنین آن‌ها بتوانند به زندگی در ولینگتون عادت کنند. بازیگران همچنین برای ادای تلفظ صحیح عبارات تالکین آموزش دیدند. بعد از پایان فیلم‌برداری، بازیگرانی که نقش یاران حلقه را ایفا می‌کردند، نماد عدد ۹ را به زبان الفی بر روی بدن خود تتو کردند، به جز جان ریس-دیویس که به جای او، بدلکارش این کار را انجام داد. این فیلم به خاطر استفاده از گروه بازیگران مورد توجه قرار گرفته، برخی از بازیگران و شخصیت‌های آن‌ها در ادامه آمده است:
- الایجا وود در نقش فرودو بگینز: هابیت جوانی که حلقه یگانه را از عمویش بیلبو به ارث می‌برد. وود اولین بازیگری بود که در ۷ ژوئیه ۱۹۹۹ برای بازی در این فیلم انتخاب شد.[۱۴] وود از طرفداران کتاب بود و فیلم‌های آزمایشی از خودش برای سازندگان می‌فرستاد که در آن‌ها مانند فرودو لباس پوشیده بود و دیالوگ‌های رمان را می‌خواند.[۱۵] ۱۵۰ بازیگر برای نقش فرودو تست دادند و وود از بین آن‌ها انتخاب شد.[۱۶] جیک جیلنهال یکی از افرادی بود که برای این نقش تست داد که ناموفق بود.[۱۷]
- ایان مک‌کلن در نقش گندالف خاکستری: یک جادوگر که مرشد فرودو محسوب می‌شود. با شان کانری برای این نقش مذاکره شد ولی او داستان فیلم را درک نمی‌کرد،[۱۵] پاتریک استوارت نیز فیلم‌نامه را نپسندید و به همین خاطر این نقش را رد کرد.[۱۸] این نقش به پاتریک مک‌گوئن نیز پیشنهاد شد ولی او به دلیل مشکلات سلامتی‌اش این پیشنهاد را رد کرد.[۱۹] آنتونی هاپکینز و کریستوفر پلامر نیز پیشنهاد بازی در این نقش را نپذیرفتند.[۲۰][۲۱] ریچارد هریس برای بازی در این نقش ابراز علاقه کرد.[۲۲] جان آستین برای بازی در این نقش تست داد.[۲۳] سم نیل نیز بازی در این نقش را به خاطر تداخل برنامه‌ها با فیلم‌برداری پارک ژوراسیک ۳ رد کرد. مک‌کلن قبل از انتخاب شدنش باید برنامه‌های خود را با استودیوهای قرن بیستم تنظیم می‌کرد، چرا که دو ماه از فیلم‌برداری این فیلم با مردان ایکس همپوشانی داشت.[۱۶] او بازی در نقش گندالف خاکستری را نسبت به نقش تغییر یافته‌اش در دو فیلم بعدی بیشتر دوست داشت.[۱۲] لهجهٔ صحبت کردنش را بر مبنای لهجهٔ خود تالکین انتخاب کرد. برخلاف آنچه که در فیلم به نظر می‌آید، مک‌کلن زمان زیادی را در کنار بازیگران نقش هابیت صرف نکرد و بیشتر با بدل‌های آن‌ها کار می‌کرد.[۱۰]
- ویگو مورتنسن در نقش آراگورن: تکاوری از نژاد دونداین و وارث تاج‌وتخت گاندور. در ابتدا این نقش به دنیل دی-لوئیس پیشنهاد شد ولی او این پیشنهاد را رد کرد.[۲۴] نیکلاس کیج نیز به خاطر تعهدات خانوادگی این نقش را نپذیرفت.[۲۵] استوارت تاونزند ابتدا برای بازی در این نقش انتخاب شد، اما جکسون در هنگام فیلم‌برداری متوجه شد که او برای این نقش جوان است و جایگزینش کرد.[۱۵] راسل کرو به عنوان جانشین درنظر گرفته شد، اما او نمی‌خواست به عنوان بازیگر نقش ثابت در نظر گرفته شود، چرا که این نقش را شبیه به نقشش در گلادیاتور می‌دانست.[۱۵] این نقش برای بار دوم به دی-لوئیس پیشنهاد شد و او دوباره نپذیرفت.[۲۴] مارک اودنسکی یکی از تهیه‌کنندگان اجرایی فیلم، مورتنسن را در یک تئاتر دید. پسر مورتنسن که از طرفداران کتاب بود، او را متقاعد کرد این نقش را بپذیرد.[۱۰] مورتنسن کتاب‌ها را در هواپیما خواند، از باب اندرسون آموزش شمشیربازی دید و بلافاصله فیلم‌برداری را آغاز کرد.[۲۶] مورتنسن شمشیر بزرگ و سنگینش را خودش در پشت صحنه حمل می‌کرد و لباس‌هایش را نیز وصله می‌زد به همین خاطر در بین دست‌اندرکاران فیلم به محبوبیت بالایی دست یافت.[۲۷][۱۰]
- شان آستین در نقش سم‌وایز گمجی: هابیت باغبان و دوست صمیمی فرودو که بیشتر با نام سم شناخته می‌شود. آستین در آن زمان به تازگی پدر شده بود و به همین خاطر با وود که در آن زمان ۱۸ ساله بود، ارتباط پدرانه‌ای برقرار کرد که این مواظبت در رابطهٔ میان سم و فرودو نیز دیده می‌شود.[۱۰] پیش از انتخاب آستین، جیمز کوردن برای این نقش تست داد.[۲۸]
- شان بین در نقش برومیر: فرزند مباشر موقت گاندور که به عنوان یکی از یاران حلقه به سمت موردور حرکت می‌کند. بروس ویلیس که از طرفداران کتاب بود، برای بازی در این نقش ابراز علاقه کرد. فیلم‌نامهٔ فیلم برای لیام نیسون نیز فرستاده شد ولی او این نقش را نپذیرفت.[۱۵]
- بیلی بوید در نقش پرگرین توک: او که بیشتر با نام پی‌پین شناخته می‌شود، یک هابیت به شدت نادان و از فامیل‌های دور فرودو است. او هم به عنوان یکی از یاران به سمت موردور می‌رود.[۱۵]
- دامینیک مانهن در نقش مریاداک برندی‌باک: او که بیشتر با نام مری شناخته می‌شود از فامیل‌های دور فرودو است. مانهن بعد از این که برای نقش فرودو تست داد، برای بازی در این نقش انتخاب شد.[۱۵]
- جان ریس-دیویس در نقش گیملی: یک دورف جنگاور که یاران حلقه را از ریوندل به سمت موردور همراهی می‌کند. بیلی کانلی یکی از کسانی بود که برای این نقش در نظر گرفته شده بود؛ او بعداً در سه‌گانهٔ هابیت ساختهٔ پیتر جکسون نقش دین دوم آهن‌پا را بازی کرد.[۱۵] ریس-دیویس برای بازی در این نقش گریم سنگینی داشت به طوری که بینایی او را محدود می‌کرد. در نهایت هم او به درماتیت دور چشم مبتلا شد. ریس-دیویس همچنین در نقش پدر گیملی یعنی گلویین نیز بازی کرد.[۱۰]
- اورلاندو بلوم در نقش لگولاس: شاهزاده‌ای از الف‌های میرک‌وود و یک کماندار ماهر. بلوم در ابتدا برای نقش فارامیر تست داد، شخصیتی که در فیلم دوم به داستان اضافه می‌شود و دیوید ونهام آن را بازی می‌کند.[۱۵]
- لیو تایلر در نقش آرون: یک الف از ریوندل و معشوقهٔ آراگورن. سازندگان فیلم بعد از دیدن بازی تایلر در پلانکت و مک‌لین به سراغ او رفتند. نیو لاین سینما نیز از فرصت استفاده از یک ستارهٔ هالیوودی در این فیلم استقبال کرد. هلنا بونهام کارتر یکی از کسانی بود که برای بازی در این نقش ابراز علاقه کرده بود.[۱۵] تایلر بر خلاف دیگر بازیگران در بازه‌های کوتاهی سر صحنهٔ فیلم‌برداری حضور داشت و همچنین یکی از آخرین بازیگرانی بود که در ۲۵ اوت ۱۹۹۹ برای بازی در این فیلم انتخاب شد.[۲۹]
- کیت بلانشت در نقش گالادریل: الفی که به همراه همسرش سلبورن حکمرانی لوتلورین را بر عهده دارد. لوسی لاولس دیگر بازیگری بود که برای این نقش در نظر گرفته شده بود.[۳۰]
- کریستوفر لی در نقش سارومان سفید: رئیس محفل سقوط‌کردهٔ ایستاری که با استفاده از پالانتیر تسلیم ارادهٔ سائورون می‌شود. لی از بزرگ‌ترین طرفداران کتاب بود و سالی یک بار آن‌ها را می‌خواند. او همچنین با جی. آر. آر. تالکین دیدار کرده بود. او در ابتدا برای نقش گندالف تست داد، ولی سازندگان معتقد بود سن او برای این نقش بالاست.[۱۵]
- هوگو ویوینگ در نقش الروند: ارباب الف از ریوندل که ریاست شورای الروند را بر عهده دارد که در نهایت تصمیم به نابودی حلقه می‌گیرد. دیوید بویی برای بازی در این نقش ابراز علاقه کرد، اما جکسون معتقد بود که بازی یک شخصیت محبوب و معروف در یک نقش محبوب و معروف جور درنمی‌آید.[۱۶]
- ایان هولم در نقش بیلبو بگینز: عموی فرودو که بعد از تصمیم به بازنشستگی و رفتن به ریوندل، حلقه را به او می‌دهد.
- اندی سرکیس در نقش گالوم (صدا و موشن کپچر): موجودی ذلیل و هابیت‌مانند که بعد از ۵۰۰ سال مالکیت حلقه، ذهنش توسط آن مسموم شده. در این فیلم او فقط به صورت کوتاه در قسمت پیش‌درآمد حضور دارد. سرکیس در حال بازی در سریال شش قسمتی اولیور توییست بود که جکسون برای این نقش به سراغش رفت. سرکیس با وجود این که نهایتاً این نقش را پذیرفت، در ابتدا برای پذیرش آن تردیدهایی داشت خصوصاً این مسئله که صورتش پیدا نبود و همچنین این که جکسون مطمئن نبود این نقش را بتوان با استفاده از موشن کپچر اجرا کرد.[۳۱]

## مقایسه با منبع
جکسون، والش و بوینس به منظور سرعت بخشیدن به داستان و شخصیت‌پردازی، تغییراتی را در آن ایجاد کردند. جکسون گفت که خواستهٔ اصلی او این بود که فرودو و حلقه ستون اصلی فیلم باشند. در قسمت پیش‌درآمد تاریخچهٔ سرزمین میانه به صورت خلاصه و فشرده بیان می‌شود. مثلاً محاصرهٔ موردور و نبرد اول با سائورون هفت سال به طول انجامید، اما در فیلم در یک جنگ خلاصه شده. همچنین در فیلم سائورون با از دست دادن حلقه منفجر می‌شود، این در حالی است که تالکین صرفاً اشاره می‌کند که روح او می‌گریزد.
برخی رویدادها و شخصیت‌های فیلم نیز خلاصه شده یا به صورت کامل حذف شده‌اند. مثلاً کاراکتر تام بامبادیل در ابتدای فیلم حضور ندارد. در کتاب زمانی که گندالف برای تحقیق بیشتر در مورد حلقه، شایر را ترک می‌کند، تا بازگشتش ۱۷ سال طول می‌کشد، اما این زمان در فیلم به صورت فشرده‌تر نمایش داده می‌شود. همچنین قسمت مربوط به مرگ برومیر، در ابتدای کتاب دوم یعنی دو برج آمده، اما فیلم‌سازان تصمیم گرفتند تا آن را به نقطه اوج داستانی فیلم اول منتقل کنند.
لحن سکانس موریا نیز با تغییراتی همراه بود. در کتاب پس از شکست در جادهٔ کارادراس، گندالف از رفتن به موریا دفاع می‌کند و می‌گوید «امید وجود دارد که موریا هنوز آزاد باشد، حتی احتمال این که دورف‌ها آن‌جا باشند هم وجود دارد.» اما بقیه یاران فکر می‌کنند چنین چیزی ممکن نیست. فرودو پیشنهاد می‌دهد که رأی‌گیری کنند اما یافتن رد پای وارگ آن‌ها را مجبور می‌کند که پیشنهاد گندالف را بپذیرند. آن‌ها زمانی که به مقبرهٔ بالین می‌رسند متوجه می‌شوند که دورف‌ها همگی مرده‌اند. اما فیلم‌سازان تصمیم گرفتند در فیلم گندالف با رفتن به موریا مخالفت کند و از این طریق و با استفاده از تکنیک آینه‌داری خطرات آن را نشان دهند. گندالف به گیملی می‌گوید که ترجیح می‌دهد وارد موریا نشود و همچنین سارومان طوری نمایش داده می‌شود که از تردید گندالف باخبر است و همچنین تصویری از بالروگ در اوراق کتابش نشان داده می‌شود. زمانی که یاران وارد موریا می‌شوند بلافاصله با اجساد دورف‌ها مواجه می‌شوند. یکی دیگر از جزئیاتی که منتقدان به تفاوت آن اشاره کرده‌اند این است که در کتاب پی‌پین یک سنگ‌ریزه را به چاه پرتاب می‌کند، اما در فیلم یک اسکلت را به داخل آن می‌اندازد.

## تولید

### توسعه
پیتر جکسون همراه با کریستین ریورز کار بر روی استوری‌بردهای فیلم را از اوت ۱۹۹۷ آغاز کرد و هم‌زمان با ریچارد تیلر و شرکت وتا ورکشاپ طراحی‌های اولیه از سرزمین میانه را شروع کرد. جکسون از آن‌ها خواسته بود که سرزمین میانه را تا جای ممکن باورپذیر کنند و آن را یک مکان تاریخی در نظر بگیرند.
در ماه نوامبر، آلن لی و جان هاو که پیش از این تجربه تصویرگری برای کتاب‌ها را داشتند، به عنوان طراحان اصلی فیلم انتخاب شدند. لی با همکاری دپارتمان هنر، مکان‌هایی همچون ریوندل، آیزنگارد، موریا و لوتلورین را طراحی کرد و از هنر نو و هندسه در این طراحی‌ها الهام گرفت. هاو نیز مشارکت‌هایی در طراحی بگ‌اند و گاندور داشت اما تمرکز اصلی او بر روی طراحی زره شخصیت‌ها بود، چیزی که بیشتر عمرش دربارهٔ آن مطالعه کرده بود. در ۱ آوریل ۱۹۹۹، نگیلا دیکسون به عنوان طراج لباس به این فیلم پیوست. او همراه با ۴۰ خیاط بیش از ۱۹٬۰۰۰ لباس دوختند و برای هر شخصیت و بدل‌هایش ۴۰ لباس درست کردند.

### لوکیشن فیلم‌برداری
فیلم‌برداری در نقاط مختلف نیوزیلند انجام شد. در جدول زیر، مکان‌های فیلم‌برداری‌شده به ترتیب نمایش در فیلم آمده است:
| مکان تخیلی         | مکان دقیق در نیوزیلند               | مکان عمومی در نیوزیلند |
| ------------------ | ----------------------------------- | ---------------------- |
| موردور (پیش‌درآمد)  | واکاپا اسکایفیلند                   | پارک ملی تونگاریرو     |
| شایر               | ماتاماتا                            | وایکاتو                |
| باغ‌های آیزنگارد    | هارکورت پارک                        | آپر هات                |
| جنگل‌های شایر       | جاده اتاکی جرج                      | منطقه ساخلی کپیتی      |
| باکلبری فری        | مزرعه کیلینگ، ماناکو                | هورونا                 |
| جنگل نزدیک بری     | تپه تاکاکا                          | نلسون                  |
| ترول               | جنگل وینترر                         | هورونا                 |
| Flight to the Ford | تاراس                               | اوتاگو مرکزی           |
| ریوندل             | رودخانه ارو (نیوزیلند)، دره اسکیپرز | کویینزتاون و آروتاون   |
| ریوندل             | پارک منطقه‌ای کایتوک                 | آپر هات                |
| ارگیون             | کوه الیمپیوس                        | نلسون                  |
| موردور             | کپلر مایر                           | ساوتلند                |
| موریا              | دریاچه التا                         | The Remarkables        |
| موریا              | کوه اوون                            | نلسون                  |
| لوتلورین           | پارادایس                            | نیوزیلند               |
| رود آندویین        | رود وایئاو                          | پارک ملی فیوردلند      |
| رود آندویین        | رود رنگیتیکی                        | منطقه رنگیتیکی         |
| رود آندویین        | پوئتس کرنر                          | آپر هات                |
| گاندور             | پارادایس                            | گلنورکی                |
| امون هن            | دریاچه ماورا، پارادایس و کلوزبرن    | ساوترن لیکس            |

## بازخورد

### گیشه
در روز اول اکران یاران حلقه ۱۸٫۲ میلیون دلار در ۳،۳۵۹ سینمای ایالات متحده آمریکا و کانادا فروش داشت؛ همچنین ۱۱٫۵ میلیون دلار در ۱۳ کشور دیگر دنیا فروش داشت از جمله ۳ میلیون دلار فروش در ۴۶۶ سینمای بریتانیا. در پنج روز اول اکران، ۷۵٫۱ میلیون دلار در کانادا و ایالات متحده فروش داشت، که ۴۷٫۲ میلیون دلار آن متعلق به فروش آخر هفتهٔ اول آن بود. در هفتهٔ اول این فیلم در صدر گیشه سینماهای ایالات متحده قرار گرفت و رکورد فروش یک فیلم در ماه دسامبر که متعلق به یازده یار اوشن بود را شکست.

### منتقدین
در وبسایت راتن تومیتوز، ۹۱٪ از ۲۳۵ منتقد نظر مثبتی راجع به این فیلم داشته‌اند و به طور میانگین نمرهٔ ۸٫۲ از ۱۰ را به آن داده‌اند. اجماع منتقدان این وبسایت می‌گوید «ارباب حلقه‌ها: یاران حلقه پر از جلوه‌های ویژهٔ چشم‌نواز و بازیگران بی‌نقص است و توانسته [اثر] کلاسیک جی. آر. آر. تالکین را زنده کند». وبسایت متاکریتیک که به صورت میانگین وزن‌دار به فیلم‌ها نمره می‌دهد، بر پایهٔ نظرات ۳۴ منتقد نمرهٔ ۹۲ از ۱۰۰ را به این فیلم داده که حاکی از «تحسین همگانی» است. نظرسنجی سینماسکور از مخاطبان فیلم نیز نشان داد که آن‌ها در مقیاس +A تا F به صورت میانگین به فیلم نمرهٔ -A داده‌اند.
کالین کندی در امپایر به این فیلم پنج از پنج ستاره داد و نوشت «بدون هیچ بحثی تاریخ باید یاران حلقه [ساختهٔ] پیتر جکسون را به عنوان قسمت اول بهترین حماسهٔ فانتزی در تاریخ سینما به رسمیت بشناسد. یاران بی‌عیب و نقص و با دقت و علاقه ساخته شده و بلاک‌باسترهای تک‌فرمولی را شرمنده کرده: این زحمت عاشقانه‌ای است که زحمت به نظر نمی‌رسد. دامنهٔ عاطفی و عمق شخصیت‌ها در نهایت ما را فراتر از محدودیت‌های ژانر می‌برد.» راجر ایبرت از شیکاگو سان-تایمز به این فیلم سه ستاره از چهار داد و گفت که با وجود این که این فیلم یک «تصویرسازی دقیق از سرزمین میانهٔ تالکین نیست» با این حال «اثر خاص زمانهٔ ماست و گمان می‌کنم که طرفداران تالکین آن را به یک کالت تبدیل کنند. [این فیلم] کاندیدای اسکارهای زیادی خواهد بود. به خاطر جسارت و گستردگی آن به یک تولید عالی تبدیل شده و ظرافت‌های درستی در آن کار شده است».

### جوایز
| جایزه                    | رده                        | دریافت‌کننده/نامزد                                                                            | نتیجه    |
| ------------------------ | -------------------------- | -------------------------------------------------------------------------------------------- | -------- |
| اسکار                    | بهترین فیلم                | پیتر جکسون، فرن والش و باری ام آزبرن                                                         | نامزدشده |
| اسکار                    | بهترین کارگردانی           | پیتر جکسون                                                                                   | نامزدشده |
| اسکار                    | بهترین بازیگر نقش مکمل مرد | ایان مک‌کلن                                                                                   | نامزدشده |
| اسکار                    | بهترین فیلم‌نامه اقتباسی    | فرن والش، فیلیپا بوینس و پیتر جکسون                                                          | نامزدشده |
| اسکار                    | بهترین طراحی صحنه          | گرنت میجر و دن هناه                                                                          | نامزدشده |
| اسکار                    | بهترین فیلم‌برداری          | اندرو لزنی                                                                                   | برنده    |
| اسکار                    | بهترین طراحی لباس          | نگیلا دیکسون و ریچارد تیلر                                                                   | نامزدشده |
| اسکار                    | بهترین تدوین               | جان گیلبرت                                                                                   | نامزدشده |
| اسکار                    | بهترین چهره‌پردازی          | پیتر اوون و ریچارد تیلر                                                                      | برنده    |
| اسکار                    | بهترین موسیقی فیلم         | هاوارد شور                                                                                   | برنده    |
| اسکار                    | بهترین ترانه اورجینال      | انیا، نیکی رایان و روما رایا ("May It Be")                                                   | نامزدشده |
| اسکار                    | بهترین صداگذاری            | کریستوفر بویز، مایکل سمانیک، گتین کری و هموند پیک                                            | نامزدشده |
| اسکار                    | بهترین جلوه‌های تصویری      | جیم ریگیل، رندال ویلیام کوک، ریچارد تیلر و مارک استسون                                       | برنده    |
| بفتا                     | بهترین فیلم                | پیتر جکسون، باری ام آزبرن، فرن والش و تیم سندرز                                              | برنده    |
| بفتا                     | بهترین کارگردانی           | پیتر جکسون                                                                                   | برنده    |
| بفتا                     | بهترین بازیگر نقش اول مرد  | ایان مک‌کلن                                                                                   | نامزدشده |
| بفتا                     | بهترین فیلم‌نامه اقتباسی    | فرن والش، فیلیپا بوینس و پیتر جکسون                                                          | نامزدشده |
| بفتا                     | بهترین فیلم‌برداری          | اندرو لزنی                                                                                   | نامزدشده |
| بفتا                     | بهترین طراحی لباس          | نگیلا دیکسون و ریچارد تیلر                                                                   | نامزدشده |
| بفتا                     | بهترین تدوین               | John Gilbert                                                                                 | نامزدشده |
| بفتا                     | بهترین چهره‌پردازی          | Peter Owen, Peter King و ریچارد تیلر                                                         | برنده    |
| بفتا                     | بهترین موسیقی اورجینال     | هاوارد شور                                                                                   | نامزدشده |
| بفتا                     | بهترین طراحی صحنه          | گرنت میجر                                                                                    | نامزدشده |
| بفتا                     | بهترین صداگذاری            | دیوید فارمر, هموند پیک, کریستوفر بویز، گتین کری, مایکل سمانیک، ایتن ون در رین و مایک هاپکینز | نامزدشده |
| بفتا                     | بهترین جلوه‌های ویژه        | جیم ریگیل, ریچارد تیلر, الکس فانک, رندال ویلیام کوک و مارک استتسون                           | برنده    |
| انجمن کارگردانان آمریکا  | بهترین کارگردانی فیلم بلند | پیتر جکسون                                                                                   | نامزدشده |
| گلدن گلوب                | بهترین فیلم درام           | ارباب حلقه‌ها: یاران حلقه                                                                     | نامزدشده |
| گلدن گلوب                | بهترین کارگردانی           | پیتر جکسون                                                                                   | نامزدشده |
| گلدن گلوب                | بهترین موسیقی              | هاوارد شور                                                                                   | نامزدشده |
| گلدن گلوب                | بهترین ترانه اورجینال      | انیا، نیکی رایان و روما رایان ("May It Be")                                                  | نامزدشده |
| انجمن تهیه‌کنندگان آمریکا | بهترین فیلم                | باری ام آزبرن، پیتر جکسون و فرن والش                                                         | نامزدشده |
| جوایز ساترن              | بهترین فیلم فانتزی         | ارباب حلقه‌ها: یاران حلقه                                                                     | برنده    |
| جوایز ساترن              | بهترین کارگردان            | پیتر جکسون                                                                                   | برنده    |
| جوایز ساترن              | بهترین بازیگر مکمل مرد     | ایان مک‌کلن                                                                                   | برنده    |
| جوایز ساترن              | بهترین فیلم‌نامه            | پیتر جکسون، فرن والش و فیلیپا بوینس                                                          | نامزدشده |
| جوایز ساترن              | بهترین طراح لباس           | نگیلا دیکسون و ریچارد تیلر                                                                   | نامزدشده |
| جوایز ساترن              | بهترین چهره‌پردازی          | پیتر اوون و ریچارد تیلر                                                                      | نامزدشده |
| جوایز ساترن              | بهترین موسیقی              | هاوارد شور                                                                                   | نامزدشده |
| جوایز ساترن              | بهترین جلوه‌های ویژه        | جیم ریگیل, رندال ویلیام کوک, ریچارد تیلر                                                     | نامزدشده |
| انجمن بازیگران فیلم      | بازیگر نقش مکمل مرد برجسته | ایان مک‌کلن                                                                                   | برنده    |
| انجمن بازیگران فیلم      | گروه بازیگران برجسته       | ارباب حلقه‌ها: یاران حلقه                                                                     | نامزدشده |
| انجمن نویسندگان آمریکا   | بهترین فیلم‌نامه اقتباسی    | فرن والش، فیلیپا بوینس و پیتر جکسون                                                          | نامزدشده |